# Broșteni, Vrancea
Broșteni este satul de reședință al comunei cu același nume din județul Vrancea, Muntenia, România. Se află în Subcarpații de Curbură, pe malul drept al Milcovului.